# Бродович Теодосій
Теодосій Бродович, або Теодозій Бродович гербу Остоя (? — 22 травня 1803) — церковний діяч, архіпресвітер Луцької греко-католицької капітули.

## Біографія
Походив з українського дрібношляхетського роду. Запідозрений у підготовці селянського повстання, яке начебто мало початися весною 1789-го, зазнав переслідувань з боку поляків.
Автор цінних записок про жорстоку розправу польської шляхти над українським населенням Волині і Поділлі в 1789 «Widok przemocy na słabą niewinność srogo wywartej roku 1789 [Архівовано 27 лютого 2017 у Wayback Machine.]». Ці записки були надруковані у Львові у 1861—1862 роках професором Яковом Головацьким і в Москві у 1870 році Імператорським товариством історії і старожитностей російських.